# Bely Gorod

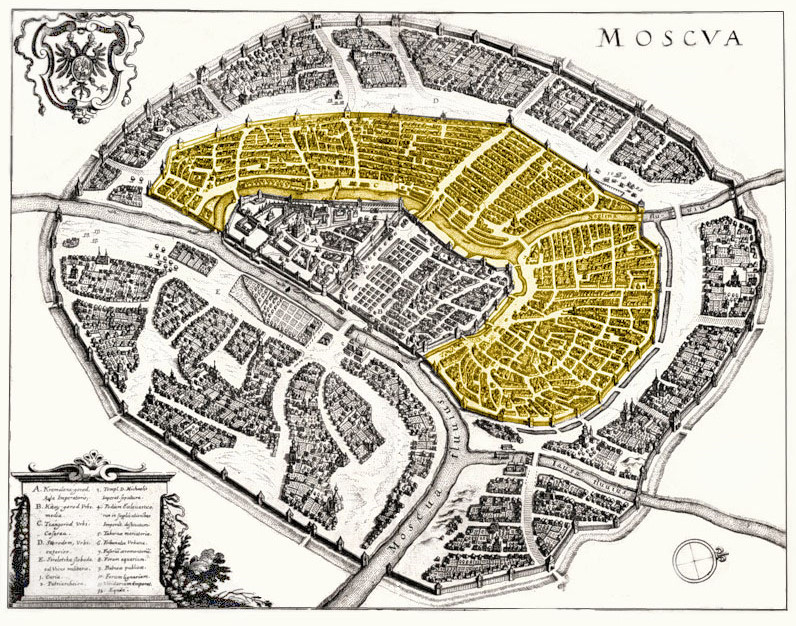
Bely Gorod auf der Karte von Matthäus Merian, 1638

Bely Gorod (russisch Белый город, übersetzt Weiße Stadt) war der Name eines historischen Stadtteils im Zentrum von Moskau. Er lag am nördlichen Ufer der Moskwa und umschloss sowohl den Moskauer Kreml als auch den östlich davon gelegenen Stadtteil Kitai-Gorod. Bely Gorod hatte seinen Namen von der Farbe der Verteidigungsmauer, die ihn außenrum umgab. Den Stadtteil, der weiter außen, aber noch innerhalb der Moskauer Stadtmauern lag, nannte man Semljanoi Gorod, die Erdstadt.
Die namensgebende Verteidigungsmauer rund um Bely Gorod wurde in den Jahren 1585 bis 1593 in der Regierungszeit von Fjodor I. errichtet. Seine Großmutter Helena Glinskaja hatte bereits ca. 50 Jahre zuvor den Bau der Verteidigungsmauer rund um Kitai-Gorod initiiert. Anlass dazu waren die im Verlauf des 16. Jahrhunderts immer wieder stattfindenden Feldzüge der Krimtataren nach Moskau. Nun sollte ein weiterer Mauerring die gewachsene Stadt schützen.
Die Länge der Mauer rund um die Weiße Stadt betrug etwa 10 km, ihre Höhe war 4,5 m. Der Architekt der Mauer war der bekannte Baumeister Fjodor Kon, der unter anderem auch den Smolensker Kreml errichtete. Sie war für eine lange Belagerung ausgelegt und hatte ein ausgeklügeltes System an Schusslöchern, Wehrgängen und anderen Einrichtungen. Bely Gorod hatte 28 Wehrtürme und 11 Tore. Ihre Namen sind immer noch erhalten in den Namen der Plätze, die an ihrer Stelle bestehen.
Während der Regierungszeit der Kaiserin Katharina der Großen wurde die Verteidigungsmauer des Bely Gorod abgetragen, da sie militärisch keinen Wert mehr hatte und das Stadtwachstum behinderte. An ihrer Stelle entstanden Boulevards, die als Moskauer Boulevardring bekannt sind.

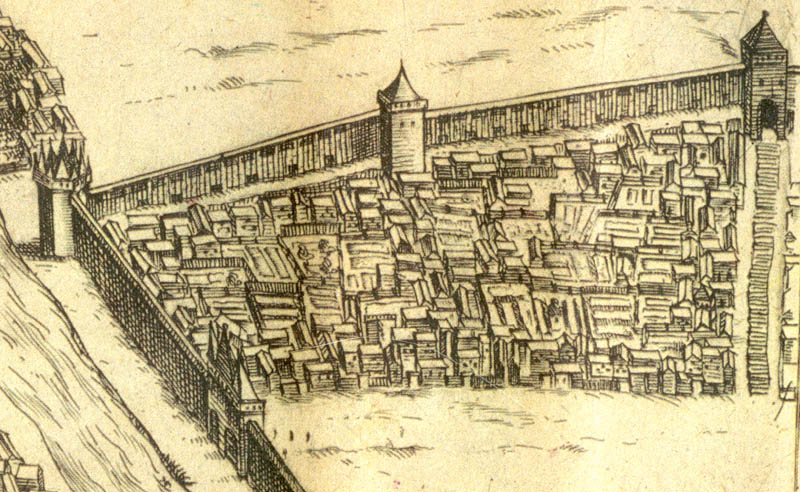
Teil des Bely Gorod auf dem Stadtplan von 1610
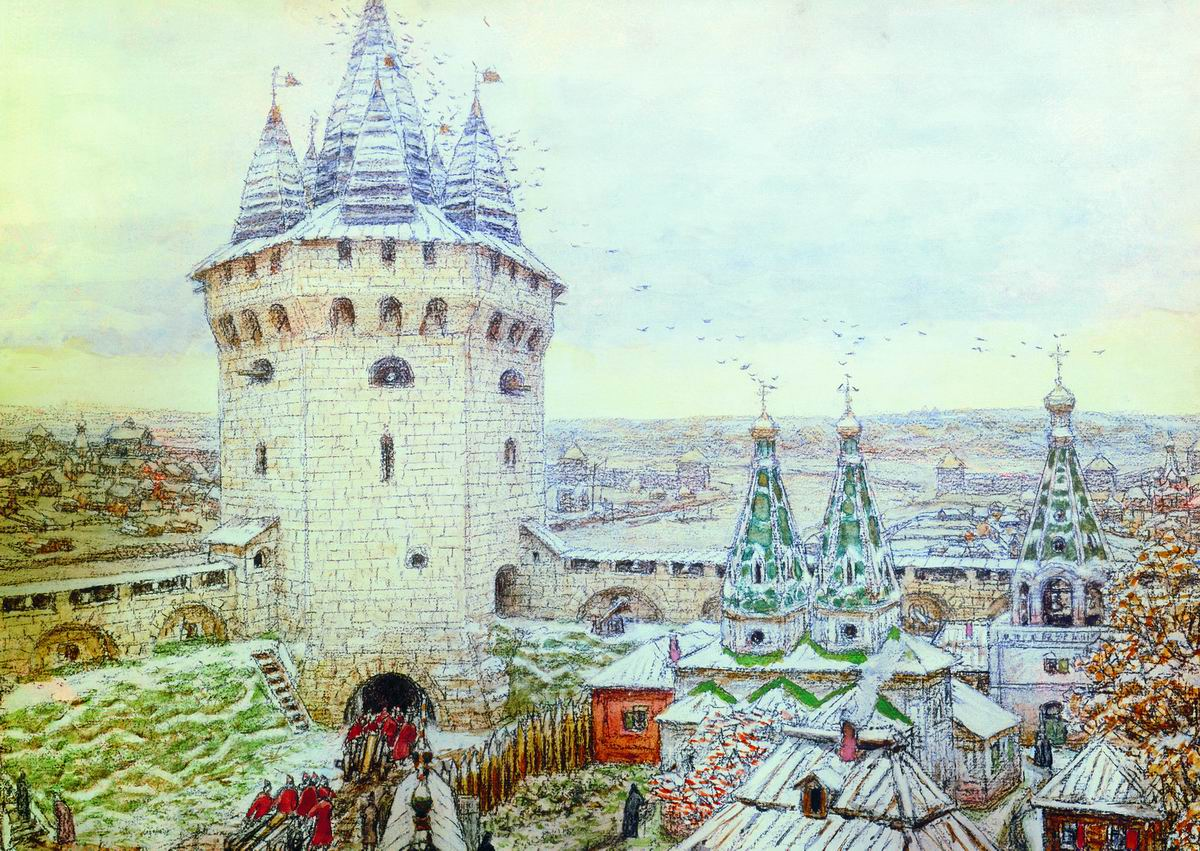
Apollinari Wasnezow. Der Sieben-Spitzen-Turm des Bely Gorod
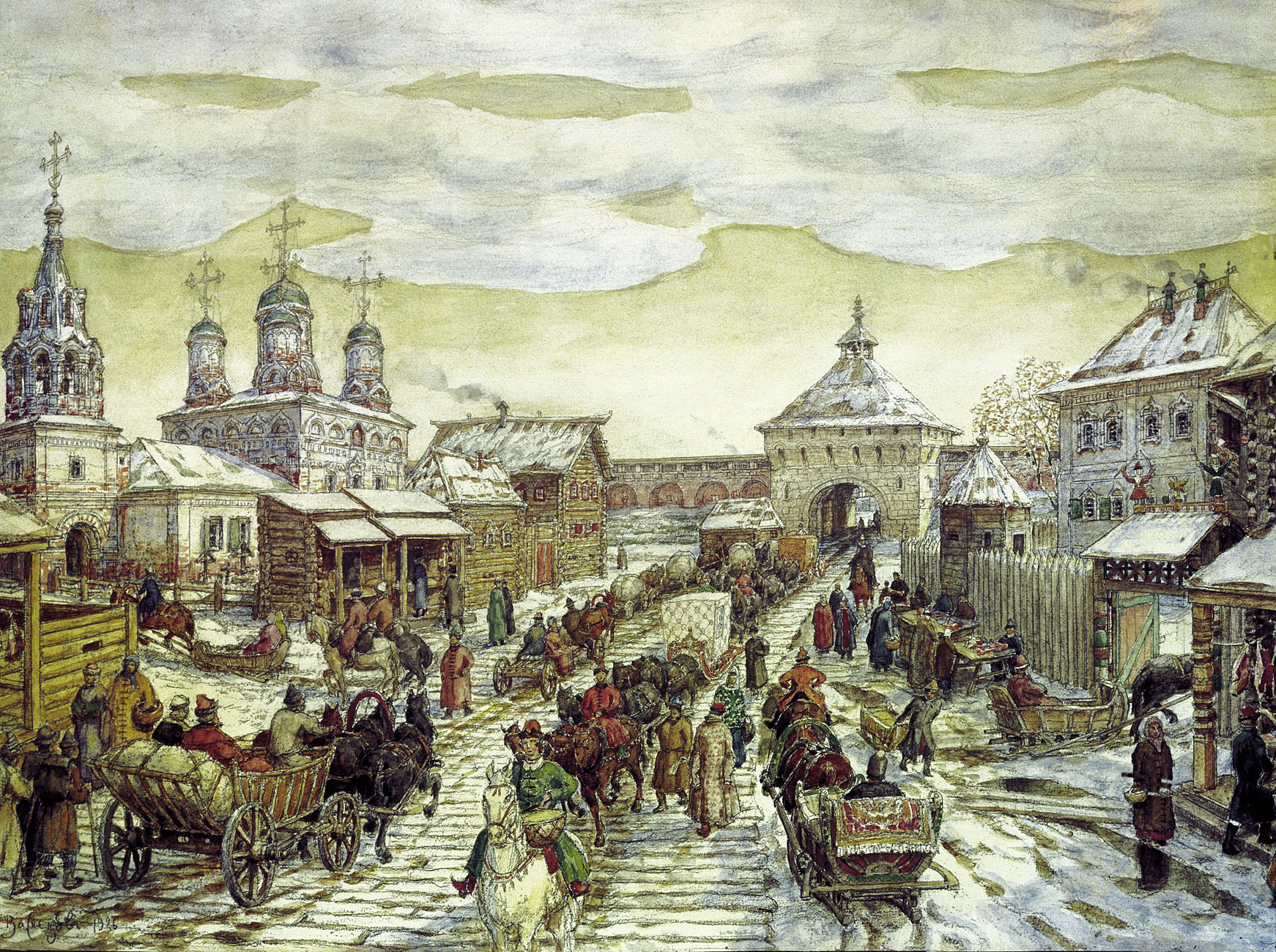
Apollinari Wasnezow. Szene am Mjasnizki-Tor des Bely Gorod
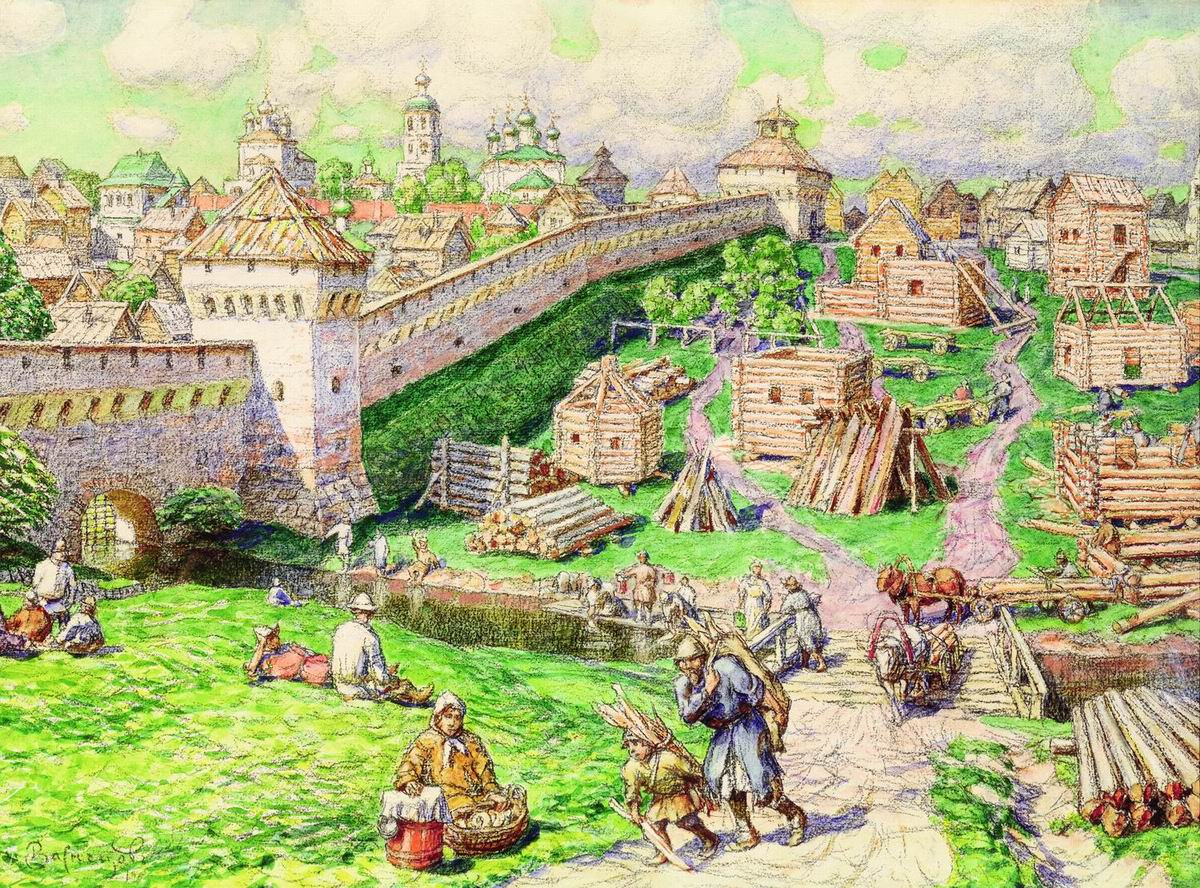
Apollinari Wasnezow. Bely Gorod am Neglinnaja-Fluss